# Harry M. Stevens
Harry M. Stevens (Londra, 14 giugno 1855 – Fort Collins, 3 maggio 1934) è stato un imprenditore statunitense, presunto inventore degli hot dog.

## Biografia
Nato a Londra nel 1855, emigrò a Niles, in Ohio, negli anni ottanta del XIX secolo. Arrivato negli Stati Uniti, divenne ossessionato dal baseball e progettò e vendette la prima scheda segnapunti di questo sport, un disegno ancora oggi in uso. Nel 1887 fondò la Harry M Stevens Inc., una società di concessioni di stadi con sede a Cranbury, nel New Jersey, fino a quando non fu acquisita da Aramark il 12 dicembre 1994. Nel 1900 Stevens si era assicurato contratti per la fornitura di rinfreschi in diversi campi da baseball della Major League in tutti gli Stati Uniti. Cominciò così a vendere anche le scorecard ai tifosi con lo slogan "You can't tell the players without a scorecard".
Stevens raccontò che, all'inaugurazione della casa dei New York Giants in un freddo giorno di aprile del 1901, c'era una domanda limitata di gelato, e decise perciò di vendere le salsicce tedesche note come "salsicce bassotto". Quando il personale esaurì la carta cerata su cui tradizionalmente venivano servite le salsicce, Stevens fece acquistare a uno dei suoi dipendenti alcuni panini e fece inserire le salsicce dog nei panini, creando quello che oggi è conosciuto come hot dog. Un fumettista, che copriva l'evento, non era in grado di scrivere la parola "dachshund" (ossia bassotto), così scrisse "hot dog". La famiglia di Stevens ha successivamente acquistato il cartone animato originale, conservandolo come cimelio.